# 趙和妃
恭靜和妃，亦稱作趙和妃（16世紀？—1581年），名失考，正五品錦衣衛帶俸正千戶趙昇之女，明朝明穆宗隆慶帝朱載坖之妃。

## 生平
趙氏的出生及入宮時間均無考。隆慶五年（1571年）三月初九日，冊封王氏為榮妃，楊氏為安妃，趙氏為和妃，韓氏為容妃，英國公張溶、駙馬許從誠、慶都伯杜繼宗、德平伯李銘持節，大學士高拱、張居正、殷士儋、尚書潘晟捧冊行禮。同年三月十三日，授榮妃之父王澤、安妃之父楊廷輔、和妃之父趙昇、容妃之父韓洋為錦衣衞帶俸正千戶。萬曆九年（1581年）六月二十三日，和妃趙氏薨逝，明神宗命治喪禮儀依照昭靖敬妃莊氏之例辦理。其後，賜謚曰恭靜和妃，葬於金山。

## 和妃冊文
《明穆宗莊皇帝實錄》隆慶五年三月庚午條所收錄的和妃冊文，節錄如下：
```
「紫掖遴英，上應四星之象；玄墀序秩，載陳六列之儀。實資助于雞鳴，寧取光于魚貫。故內職在和而理，乃嬪御以妃為崇。咨爾趙氏」性行溫良，儀容淑慎，夙閑女則，飭躬彤管之規；蚤備皇闈，升譽璇宮之範。宜加眷異，以顯芳徽。茲特遣使持節，封爾為和妃，錫之冊命。於戲！龍函肆啟，增瑞彩于星軒；象服攸宜，麗春霞于翟茀。爾尚服茲光寵，綏以柔嘉。益敦雍睦之風，懋贊明章之化。」
```